# Martha Mbugua
Martha Mbugua là một Đối tác tại Công ty Luật Hamilton Harrison & Mathews, công ty luật lớn nhất ở Kenya, có trụ sở tại Nairobi, và là thành viên của Tập đoàn Luật sư Dentons.
Cô đã trở thành Đối tác vào tháng 1 năm 2016 ở tuổi 31, và là một trong những người trẻ nhất làm đối tác trong lịch sử của công ty luật đó.

## Tiểu sử
Cô sinh ra ở Kenya vào khoảng năm 1985. Cô học tại trường trung học Loreto, Limuru, ở quận Kiambu, nơi cô lấy bằng tốt nghiệp trung học năm 2002.
Cô được nhận vào Đại học Nairobi, tốt nghiệp bằng Cử nhân Luật vào năm 2007. Cô cũng có bằng Thạc sĩ Luật, được trao tặng bởi Đại học Birmingham, Vương quốc Anh vào năm 2010.

## Công việc
Chuyên ngành của Martha Mbugua bao gồm luật thương mại quốc tế, luật tài chính thương mại. Trong suốt mười một năm, bắt đầu từ năm 2007, cô đã làm việc cho một số công ty luật lớn, cô làm cộng tác viên pháp lý tại Mohammed Muigai Advocates, ở Nairobi, Kenya, trước khi chuyển đến Bowman Gilfillan ở Johannesburg, Nam Phi, nơi cô làm việc trong một thời gian ngắn.
Cô trở lại Kenya vào năm 2011 và được thuê làm cộng tác viên tại Coulson Harney, trở thành Chuyên viên cao cấp. Cô rời khỏi đó vào năm 2014 và gia nhập Hamilton Harrison & Mathews vào tháng 11.

## Những ý kiến khác
Vào tháng 10 năm 2017, tờ Business Daily Africa vinh danh Martha Mbugua thành một trong Top 40 phụ nữ dưới 40 tuổi ở Kenya 2017.
Trong hai năm liên tiếp, vào năm 2017 và 2018, IFRL 1000, một cơ quan xếp hạng toàn cầu đã xếp Martha Mbugua thành "Ngôi sao đang lên" trong lĩnh vực thi hành pháp luật.

## Liên kết mở rộng
- Hamilton Harrison & Mathews concludes merger with top global law firm As of ngày 8 tháng 10 năm 2018.